# Pygmaeopagurus
Pygmaeopagurus is een geslacht van kreeftachtigen uit de klasse van de Malacostraca (hogere kreeftachtigen).

## Soort
- Pygmaeopagurus hadrochirus McLaughlin, 1986